# 엄마는 해결사
《엄마는 해결사》(영어: Stop! Or My Mom Will Shoot)는 미국에서 제작된 로저 스포티스우드 감독의 1992년 버디 경찰 액션 코미디 영화이다. 실베스터 스탤론 등이 출연하였고, 아이번 라이트먼 등이 제작에 참여하였다.

## 출연진
- 실베스터 스탤론 - 조지프 앤드루 "조" 버마우스키 역
- 에스텔 게티 - 투티 버마우스키 역
- 조베스 윌리엄스 - 궨 하퍼 역
- 로저 리스 - J. 파넬 역
- 마틴 페레로 - 폴리 역
- 게일러드 사테인 - 먼로 역
- J. 케네스 캠벨 - 로스 역
- 빙 레임스 - 스테리오 씨 역
- 리처드 시프 - 총포상 직원 역
- 데니스 버클리 - 미첼 역

## 기타 제작진
- 배역: 재키 버치
- 미술: 찰스 로즌
- 의상: 마리 프랜스

## 우리말 녹음
KBS 성우진 (1996년 10월 12일)
- 이정구 - 조 (실베스터 스탤론)
- 나수란 - 투티 (에스텔 게티)
- 손정아 - 그웬 (조베스 윌리엄스)
- 장정진 - 파넬 (로저 리스)
- 문영래
- 김새영
- 김환진
- 유해무
- 안종익
- 문관일
- 송덕희
- 김관진
- 서민이